# Конституционный референдум в Лихтенштейне (2005)
Конституционный референдум в Лихтенштейне по абортам прошёл 27 ноября 2005 года. Референдум имел два вопроса: предложение движения «За жизнь» и встречное предложение от Ландтага. Впервые с референдума 1925 года было одобрено контрпредложение Ландтага, в то время как инициатива за запрет абортов была отклонена.

## Результаты
Предложение «За жизнь» было гражданской инициативой, которая предусматривала изменение статьи № 14 Конституции с целью запрета абортов. Текст статьи предлагалось изменить с «Высшей задачей государства является содействие общему благосостоянию народа» на «Высшей задачей государства является защита человеческой жизни от зачатия до естественной смерти и содействие общему благосостоянию народа». Инициатива собрала 1 891 подпись зарегистрированных избирателей, собранную в период с 24 июня по 5 августа 2005 года, из которых 1 889 были признаны действительными, что превысило порог в 1 500, необходимый для рассмотрения конституционной инициативы Ландтагом.
Ландтаг проголосовал против этого предложения 21 сентября (23 — против, 2 — за). Встречное предложение, разработанное Ландтагом, было одобрено (вновь 23 — против, 2 — за). Оно включало добавление двух новых разделов к статье № 27 Конституции:
Статья № 27-бис (человеческое достоинство):
- 1. Достоинство человека должно уважаться и защищаться.
- 2. Никто не должен подвергаться бесчеловечному или унижающему достоинство обращению или наказанию.

Статья № 27-три (право на жизнь):
- 1. Каждый имеет право на жизнь.
- 2. Смертная казнь запрещена.

Поскольку это предложение содержало конституционную поправку, требовалось второе чтение. Оно было проведено 28 сентября, когда его снова приняли 23 голосами против двух. После этого правительство назначило дату проведения референдума.

### Против абортов
| Выбор                               | Голоса | %    |
| ----------------------------------- | ------ | ---- |
| За                                  | 1 909  | 18,7 |
| Против                              | 8 274  | 81,3 |
| Недействительных/пустых бюллетеней  | 1 152  | -    |
| Всего                               | 11 335 | 100  |
| Зарегистрированных избирателей/Явка | 17 570 | 64,5 |
| Источник: Direct Democracy          |        |      |

### Встречное предложение Ландтага
| Выбор                               | Голоса | %    |
| ----------------------------------- | ------ | ---- |
| За                                  | 8 460  | 79,6 |
| Против                              | 2 162  | 20,4 |
| Недействительных/пустых бюллетеней  | 713    | -    |
| Всего                               | 11 335 | 100  |
| Зарегистрированных избирателей/Явка | 17 570 | 64,5 |
| Источник: Direct Democracy          |        |      |